# Плиска
Вижте пояснителната страница за други значения на Плиска.
Плѝска е български град в община Каспичан, област Шумен, Северна България. Намира се на 6,2 km северозападно от град Нови пазар и на 7,2 km северно от гр. Каспичан, с гара по жп линия Варна – Русе през жп гари Каспичан и Самуил. Плиска е първата столица на Дунавска България от 681 до 893 г. По данни на ГРАО към 15 юни 2024 г. в града живеят 887 души по настоящ адрес.

## Наименование
В изписания на средновековен гръцки език Чаталарски надпис на хан Омуртаг името на града е ΠΛСΚΑ.

## История
Под по-късната средновековна Голяма базилика са открити останки от късноантична църква с кръстовиден план, най-вероятно мартирий (т.е. построена на място, свързано със смърт и погребение на свещеномъченик).

### Първа българска държава
Градът израства на мястото на по-старо славянско селище, както подсказва чисто славянското му име Плиска. Старо наименование на селището е Абоба (Ağa Baba). Близо до него археолози от археологичния институт на Руската академия на науките в Цариград разкриват през 1899 – 1900 г. средновековния град Плиска или Плъсков (старобълг. Пльсковъ), столица на България (Първото българско царство) от края на VІІ в. до около 893 г., когато столицата се премества в Преслав. Тук са съхранени едни от най-значимите паметници на Плисковско-Преславската култура.
Сведения за създаването на столицата при хан Аспарух (681 – 701 г.) се съдържат в т. нар. Български апокрифен летопис: „Онь (Испор цар) съзыда в Плюска град...“. Свидетелството обаче е с късна дата (най-рано XI век), има апокрифно-легендарен характер и е възможно да не е достоверно. Най-ранният документ за столицата е гръкоезичният надпис (821 – 822 г.), изсечен върху знаменитата Чаталарска колона, намерена на средновековен кръстопът северозападно от днешното село Хан Крум (тур. Чаталар) през 1905 г. В неговия текст тя е наречена Plskas ton kanpon, т.е. „лагерът на Плиска“ и се споменава изрично като постоянна владетелска резиденция на хан Омуртаг (814 – 830 г.). Името е гръкоезичен превод на автентичното прабългарско название от VIII – IX в., записано във византийските съчинения от X – XI в. като Pliskouba и Pliskoba. Наставката ouba, oba там е дума със самостоятелно значение: „голямо селище от степен, лагерен тип“. Затова името е родствено на степни градове, столици на номадски народи в Централна и Средна Азия, в района на Кавказ и степите на Източна Европа и може да се преведе аналогично „слънчевият град“ или „блестящ, бял град“.
Първото споменаване от източници на събития в Плиска е за 763 – 764 г., а последните споменати събития са от 1087 – 1088 г.
Основните реставрирани постройки от първата българска столица се намират на около 3 km северно от днешния град Плиска. Останките от средновековния град заемат площ около 23 km². Той е бил обкръжен с вал и земен ров, пълен с вода, широк до 10 m, дълбок до 7 m и с дължина над 20 km. Зад този ров е започвал външният град, в който са живеели занаятчии и селяни. В сърцевината му е бил вътрешният град, а в центъра – ханското селище, в което е имало малък дворец с мощни отбранителни стени, наречен Цитаделата, голям дворец и базилика, строена с каменни блокове. Вътрешният град има форма на неправилен трапец със страни по посоките на света от 612 до 788 m. Дебелината на стените е до 2,60 m. Всяка стена е имала порта, от които са разкрити три. До една от портите е открит таен изход, който отвеждал далеч от стената и бил почти незабележим.
 Първият дворец в Плиска е бил дървен. Това проличава от откритите при разкопките дупки от набити в земята колове. По времето на хан Крум е построен първият каменен дворец. За това свидетелстват византийски хронисти, които описват превземането и унищожаването на Плиска от император Никифор Геник през 811 г. Крумовият дворец е бил с размери повече от 70 на 60 m, на 2 етажа, с височина около 10 m заедно с кулите. В музея е изложена възстановка на двореца. Хан Омуртаг изгражда нов дворец, по-малък по размери, но със запазени основи и голяма част от приземния етаж. В сградата е имало жилища за хана и за неговите гости. На втория етаж е била тронната зала. Дворецът е имал собствен водопровод, запазен и до днес.
 Третата част на Плиска е Цитаделата. В нея се намирало основното жилище на хана и неговото семейство. Тя е оградена с допълнителна крепостна стена. Близо до двореца на Омуртаг е било култовото средище на прабългарската столица.
В Плиска българския владетел княз Борис покръства българския народ през 864 г. Друго изключително важно събитие свързано с българите е посрещането на създателите на славянската азбука Светите братя Кирил и Методий в първата българска столица.

### Средновековие
Градът е в развалини от ХVІІ в. Повечето камъни от крепостните стени и дворцовия комплекс са откраднати за изграждане на къщи в съвременното село Плиска и околните селища. (Това е масова практика на населението, живеещо около археологически обекти и резервати, например Чѐрвен и Перперек.)
В Плиска са намерени множество останки на раннославянската и старобългарската култура. Сред костните останки от IX – X в. от палеоорнитолога проф. Златозар Боев са установени 7 вида птици, от които най-голям интерес представляват изчезналите към средата на XX в. от страната брадат лешояд (Gypaetus barbatus) и див колхидски фазан (Phasianus colchicus colchicus). Освен това са намерени находки от гарван (Corvus corax), голяма белочела гъска (Anser albifrons, както и многобройни останки от домашна кокошка. По-късно там са открити и останки от домашна кокошка (Gallus gallus domestica), домашна гъска (Anser anser), дропла (Otis tarda), ловен сокол (Falco peregrinus), скален/домашен гълъб (Columba livia), както и от домашно магаре (Equus africanus asinus), домашна свиня (Sus scrofa domestica), домашна коза (Capra aegagrus hircus) и др. Тези находки доказват практикуването на лов, животновъдство и соколарство в древната ни столица.
В съседство с Плиска се намира старобългарският курган в Нови Пазар.

## Княжество България
През 1914 година в града е основана кредитна кооперация „Надежда“.
През османското владичество градът носи името Абоба (Ağa Baba). Той възвръща старото си име през 1925 година.

### Република България
От есента на 2006 г. резерватът има нова музейна сграда и нова експозиция. Музеят е много добре подреден с интересни възстановки и подробни табла. В близост до музея е и гробът на археолога Карел Шкорпил, когото древната българска столица е завладяла до такава степен, че да поиска да бъде погребан там.

## Население
Численост на населението според преброяванията през годините:
| \| Година на преброяване \| Численост \| \| --------------------- \| --------- \| \| 1985 \| 1451 \| \| 1992 \| 1366 \| \| 2001 \| 1194 \| \| 2011 \| 906 \| \| 2021 \| 795 \| |           |
| Година на преброяване | Численост |
| 1985 | 1451      |
| 1992 | 1366      |
| 2001 | 1194      |
| 2011 | 906       |
| 2021 | 795       |

### Етнически състав

#### Преброяване на населението през 2011 г.
Численост и дял на етническите групи според преброяването на населението през 2011 г.:
|                     | Численост | Дял (в %) |
| Общо                | 906       | 100,00    |
| Българи             | 726       | 80,13     |
| Турци               | 54        | 5,96      |
| Цигани              |           |           |
| Други               |           |           |
| Не се самоопределят | 31        | 3,42      |
| Неотговорили        | 92        | 10,15     |

## Религии
Княз Борис I-Михаил (852 – 889 г.) приема християнството за официална религия. През 862 – 863 г. сключва съюз с Лудвиг Немски и преговаря с него за приемане на християнството в България от папата в Рим.
В града има православен храм „Св. цар Борис“, който е построен през 1925 г. Свещеник е прот. Андрей Стефанов от гр. Нови пазар.

## Образование
В град Плиска функционират едно основно училище (ОУ „Свети Паисий Хилендарски“), една детска градина (ЦДГ „Детелина“) и едно читалище (Читалище „Просвета – 1911“).

### Читалище „Цар Борис“
Народно читалище „Цар Борис“ е създадено по инициатива на Хр. Семерджиев, Рачо Христов, Петко Драганов и Димитър Дочев. основано е през 1911 и до 1936 година се помещава в частни постройки.

## Забележителности
В Плиска се намират следните забележителности от Стоте национални туристически обекта на Българския туристически съюз:
- Национален историко-археологически резерват „Плиска“ и Голяма базилика в Плиска, лятно работно време 9:00 – 20:00 ч., зимно работно време 9:00 – 17:00 ч.; има печат на БТС.
- Музеят на града се намира в Националния историко-археологически резерват „Плиска“ и съхранява откритите в старата столица оръжия, съдове, накити и други артефакти.
- Културно-исторически комплекс „Комплекс „Стара Плиска“.[14]

## Спорт
- ФК Плиска – отборът е взимал участие в „А“ Аматьорска футболна група

## Галерия
- Изглед от останките в първата българска столица
- Порта към крепостта
- Тук вероятно са работили учениците на Кирил и Методий

## Редовни събития
На 2 май се провежда църковен събор по случай канонизирането на княз Борис.

## Личности
- Аспарух (640 – 701), български владетел
- Тервел (неизвестно – 721), български владетел
- Кормесий (неизвестно – 738), български владетел
- Севар (неизвестно – 753), български владетел
- Кормисош (неизвестно – 756), български владетел
- Винех (неизвестно – 760), български владетел
- Телец, български владетел
- Савин (неизвестно – 766), български владетел
- Умор, български владетел
- Токту, български владетел
- Паган (неизвестно – 768), български владетел
- Телериг (неизвестно – 777), български владетел
- Кардам (неизвестно – 802), български владетел
- Крум (неизвестно – 814), български владетел
- Омуртаг (неизвестно – 831), български владетел
- Маламир (неизвестно – 836), български владетел
- Пресиян (неизвестно – 852), български владетел
- Борис I (Михаил) (неизвестно – 907), български владетел
- Владимир (Расате)(неизвестно – след 893), български владетел
- Симеон I (864 (865) – 927), български владетел

## Други
На града са наречени булевард „Плиска“ в Шумен, улица „Абоба“ в квартал „Крива река“ (Карта) и улица „Плиска“ в квартал „Лагера“ (Карта) в София, улица „Плиска“ в Пловдив, Варна, Русе, Плевен, Стара Загора, Велико Търново, Разград, Силистра, Враца, Асеновград, Димитровград, Благоевград, Пазарджик, Хасково, Кърджали, Ямбол, Сандански, Дупница, Велинград, Вършец, Карлово, Ихтиман и др.